# Jimmy Preston
Pour les articles homonymes, voir Preston.
Jimmy Preston, né le 18 août 1913 à Chester (Pennsylvanie, USA), mort le 17 décembre 1984, à Philadelphie (Pennsylvanie, USA), est un chanteur, chef d'orchestre et saxophoniste de rock américain et de rhythm and blues.

## Carrière
Jimmy Preston commence à se produire sous la dénomination de Jimmy Preston and His Prestonians.
Il obtient son premier succès avec « Hucklebuck Daddy ».  Mais son titre de gloire est d'avoir créé Rock the Joint, enregistré en mai 1949, l'une des premières chansons rock, qui sera reprise en 1952 par  Bill Haley. Il cesse d’enregistrer en 1950.